# Italská vyhlídka
Italská vyhlídka (litevsky Itališkas vaizdelis) je lesní vyhlídka ve východních svazích předvrcholu Uošvės kalnas písečné duny/kopce Angių kalnas na Kurské kose v západní Litvě. Nachází se ve vesnici/čtvrti Skruzdynė v Nidě v Nerinze v Národním parku Kurská kosa v Klaipėdském kraji.

## Historie a původ názvu
V roce 1931 přednesl německý spisovatel Thomas Mann (1875 – 1955) na setkání členů Rotary klubu v Mnichově projev nazvaný „Moje chalupa“. V tomto projevu vychválil jedinečný výhled ze své tehdejší litevské chaty (dnešní muzeum Thomase Manna – Tomo Mano memorialinis muziejus), který je jako výhled na italskou krajinu. Populární vyhlídka tak získala svůj název. Přes borový les lze spatřit okolní zástavbu až po mys Bulvikis (Bulvikio ragas), Kurský záliv a jeho blízké i vzdálené pobřeží. Oblíbený motiv vyhlídky se stal cíleným objektem řady umělců.

## Další informace
Místo je celoročně volně přístupné. Přístup je možný z výše položené části ulice Skruzdynės gatvė nebo z níže položené části ulice Skruzdynės gatvė po schodech.

## Galerie

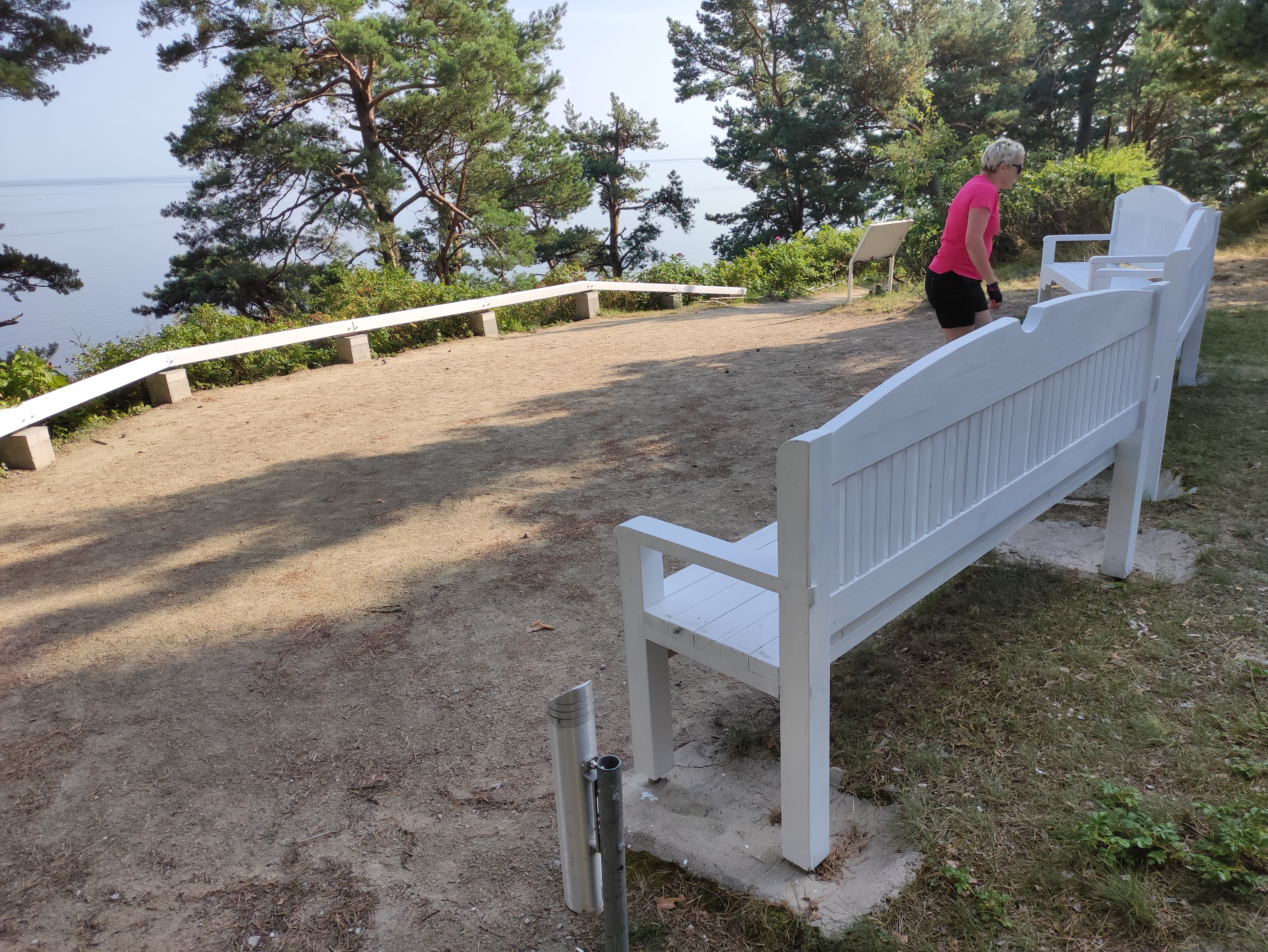
Posezení a vyhlídka na Kurský záliv
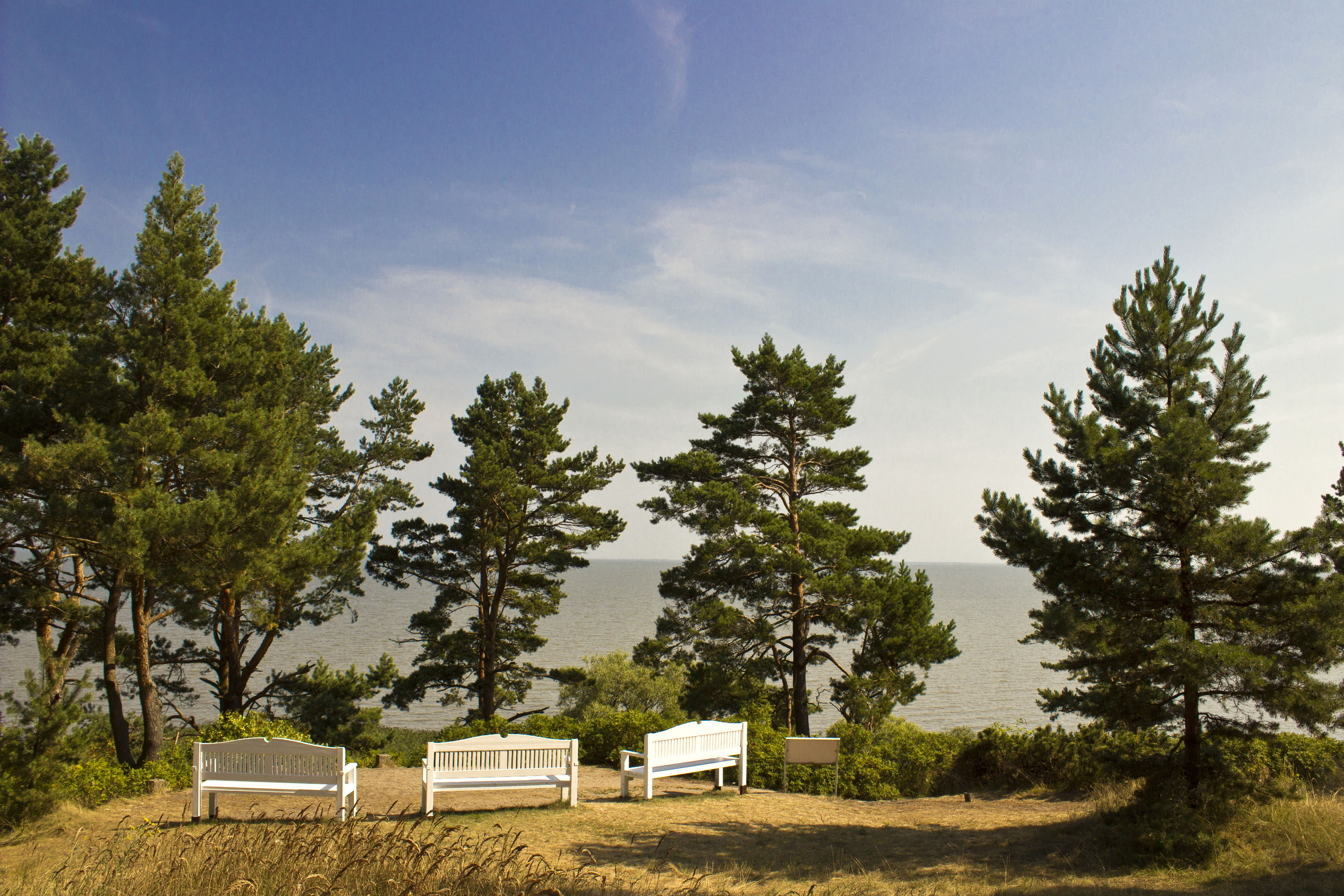